# Héctor Arzubialde
Héctor Carlos Arzubialde (Alta Gracia, Córdoba, 22 de agosto de 1964) es un exfutbolista argentino y actualmente está libre.

## Trayectoria
A mediados de 2015 Héctor remplazó como director técnico de Estudiantes de San Luis a Darío Ortiz tras la renuncia de este mismo.

## Clubes

### Como jugador
| Club                 | País      | Año       |
| -------------------- | --------- | --------- |
| Talleres de Córdoba  | Argentina | 1983-1987 |
| Deportivo La Coruña  | España    | 1987-1988 |
| Talleres de Córdoba  | Argentina | 1988-1989 |
| Instituto de Córdoba | Argentina | 1989-1993 |
| Gimnasia de Jujuy    | Argentina | 1993-1999 |

### Como entrenador
| Club                     | País      | Año           |
| ------------------------ | --------- | ------------- |
| Alumni de Villa María    | Argentina | 2007-2008     |
| Gimnasia de Jujuy        | Argentina | 2008-2010     |
| Talleres de Córdoba      | Argentina | 2010-2011     |
| Desamparados de San Juan | Argentina | 2011-2012     |
| Alumni de Villa María    | Argentina | 2012-2015     |
| Estudiantes de San Luis  | Argentina | 2015-2016     |
| Santamarina de Tandil    | Argentina | 2016-2018     |
| Estudiantes de San Luis  | Argentina | 2018-presente |